# 아시니 칸지안
아시니 칸지안(آرسينيه خانجيان, 서아르메니아어: Արսինէ Խանճեան, 동아르메니아어: Արսինե Խանջյան, 1958년 9월 6일 ~ )은 아르메니아, 레바논의 배우. 영화 제작자이다.

## 출연 작품
- 로스트 인 아르메니아 (2016)
- 아틀리트 (2014)
- 무인지대 (2012)
- 노바디 엘스 - 마릴린의 편지 (2011)
- 애모 (2008)
- 종달새 농장 (2007)
- 사바 (2005)
- 스위트 룸 (2005)
- 아라라트 (2002)
- 미지의 코드 (2000)
- 팻 걸 (2000)
- 펠리시아의 여행 (1999)
- 라스트 나잇 (1998)
- 8월말 9월초 (1998)
- 달콤한 후세 (1997)
- 이마 베프 (1996)
- 엑조티카 (1994)
- 캘린더 (1993)
- 어져스터 (1991)
- 스피킹 파트 (1989)
- 패밀리 뷰잉 (1987)